# キンギンボク
キンギンボク（金銀木、学名: Lonicera morrowii）はスイカズラ科スイカズラ属の落葉低木。別名、ヒョウタンボク（瓢箪木）。有毒植物。

## 名称
和名「キンギンボク」は、花の咲き始めは白く、のちに黄色くなり、同時に一つの枝に白い花と黄色い花が入り混じるのを金と銀にたとえたものである。また、別名の「ヒョウタンボク」は、果実が2果がくっつきヒョウタン（瓢箪）の実のような形に似ることに由来する。

## 分布と生育環境
日本では、北海道西南部、本州の東北地方および日本海側、四国に分布する。山野に生え、山地や海岸に生育する。植栽されている場合もある。東アジアでは朝鮮の鬱陵島に分布する。

## 特徴
落葉広葉樹の低木。樹高は1 - 2メートル (m) になり、細かくよく分枝する。樹皮は淡灰褐色で、成木は縦筋があり、老木になるとささくれるように縦に薄く剥がれる。若枝は淡緑色で短軟毛が密生し、髄は中空である。古枝は灰褐色で髄は中空である。
葉は長さ2 - 5ミリメートル (mm) の葉柄をもって対生する。葉身は広楕円形から卵状楕円形で、長さ2.5 - 5.5センチメートル (cm) 、幅0.8 - 3 cm、葉の先端は鈍頭から円頭で凸端になる。葉の表面にはしわがあり、両面には立軟毛が密生する。葉縁は全縁。
花期は4 - 6月。上部の葉腋から長さ5 - 15 mmになる花柄を出して、長さ3 - 5 mmの苞をつけ、2個ずつ花をつける。花の長さは15 - 17 mmで、花色ははじめ白く、やがて黄色になる。花冠はほぼ放射相称で、やや2唇状の5裂片に分かれ、裂片の長さは7 - 12 mmになる。雄蕊は5本ある。
果期は6 - 7月。果実は径6 - 8 mmの球状の液果で赤色に熟し、果実2個が合着して瓢箪状になる。果実は猛毒。
冬芽は対生し、卵形や円錐形で毛が密生しており、葉柄の基部や花序の柄が冬芽と共に残っていることがある。枝先の頂芽は頂生側芽を伴う。芽鱗は半円形や三角形で、維管束痕は3個ある。
- 赤熟する果実は有毒

## 有毒性
全体に有毒、劇毒があるといわれているが、成分などは明らかになっていない。一見すると食べられそうに見える赤い実は、生食したり、果実酒などにしないように注意喚起されている。実は口にするとかなり苦い味がする。

## 利用
花や果実が愛でられて、庭木や鉢植えにされる。しかし、花も実は美しいものの、有毒な実を子供が誤食しないように、公園や庭に植えるのは避けたほうがよいとする意見もある。

## 下位分類
- キミノヒョウタンボク Lonicera morrowii A.Gray f. xanthocarpa (Nash) H.Hara

果実が黄色に熟す。